# SZD-24 Foka
SZD-24 Foka – polski jednomiejscowy wysokowyczynowy szybowiec klasy standard zaprojektowany w Szybowcowym Zakładzie Doświadczalnym w Bielsku-Białej. Pierwszy na świecie szybowiec z leżącą pozycją pilota.

## Historia

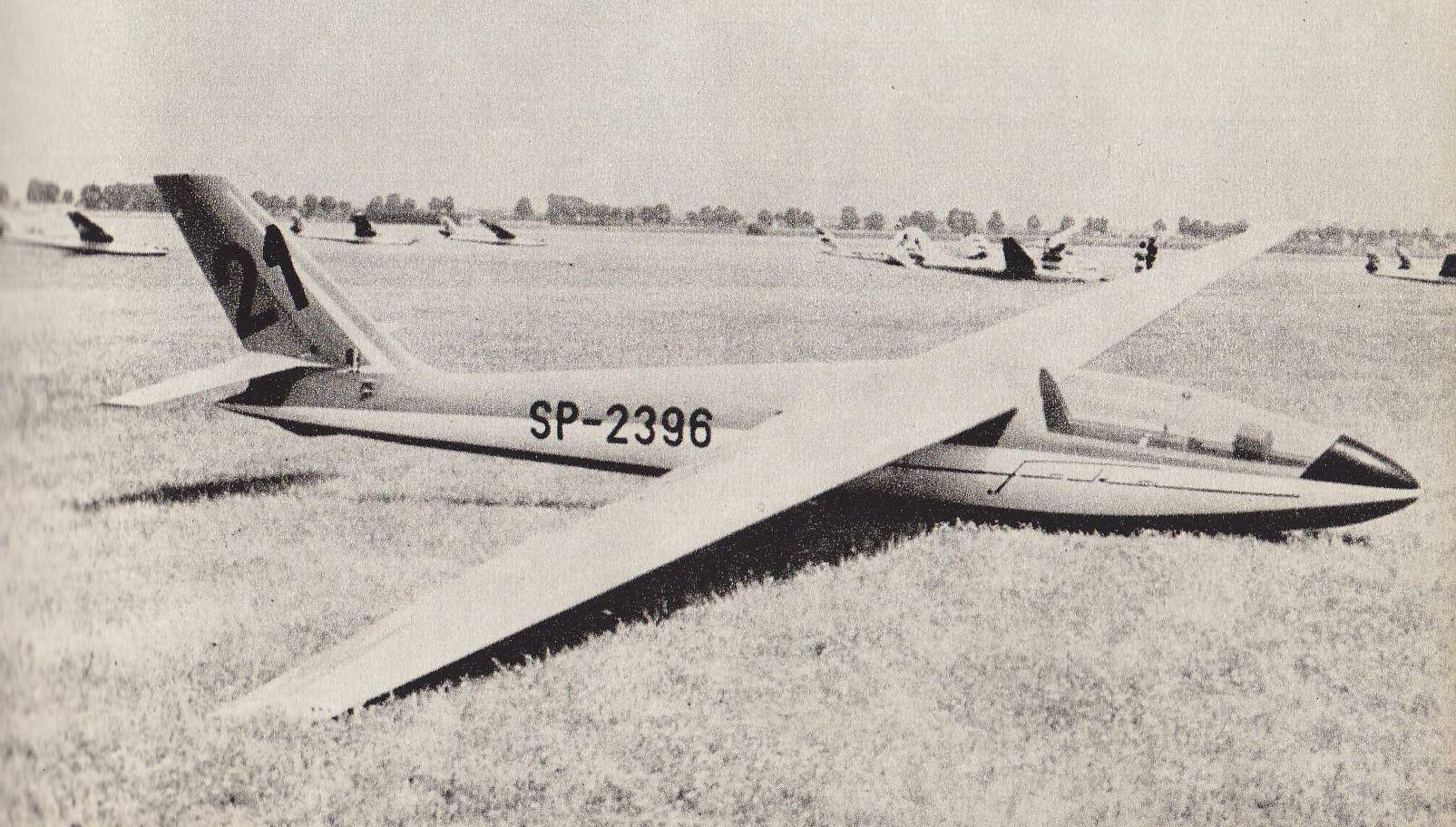
Szybowiec SZD-24 Foka podczas Szybowcowych Mistrzostw Polski w Lesznie

Wstępny projekt szybowca powstał jako wynik wewnętrznego konkursu na szybowiec wyczynowy w klasie standard ogłoszonego w Szybowcowym Zakładzie Doświadczalnym z myślą o przedstawieniu tej konstrukcji do ogłoszonego przez OSTIV konkursu na najlepszy szybowiec właśnie tej klasy. Projekt zgłoszony przez Władysława Okarmusa i Piotra Mynarskiego został oceniony najwyżej i skierowany do dalszej realizacji. Dalszym opracowaniem konstrukcji zajął się zespół pod kierunkiem inż. Władysława Okramusa, a inż. Piotr Mynarski odpowiadał za część obliczeniową. Resztę zespołu konstrukcyjnego stanowili inżynierowie Tadeusz Łabuć, Jerzy Śmielkiewicz, Stanisław Pacyk i technicy: Andrzej Błasik, Mieczysław Mikuszewski, Rudolf Grzywacz, Jan Knapik i Stanisław Skrzypek.
Prace posuwały się szybko, pracowano pod presją czasu. Zakładano, że szybowiec zostanie wykorzystany podczas startów na Mistrzostwach Świata w Szybownictwie w Kolonii w 1960 roku. W trakcie prac pierwotny projekt uległ daleko idącym zmianom, właściwie zachowano tylko główne założenia konstrukcyjne dotyczące aerodynamiki. Nowatorskie było wprowadzenie leżącej pozycji pilota oraz skośne usterzenie kierunku.
Już 2 maja 1960 roku na lotnisku w Bielsku-Białej Adam Zientek oblatał pierwszy prototyp oznaczony numerem fabrycznym B-277 i numerem rejestracyjnym SP-2069. Szybowiec został oceniony pozytywnie, posiadał jednak kilka wad: małą podłużną stateczność statyczną, długi rozbieg oraz za małą powierzchnię hamulców aerodynamicznych.
Wady te zostały usunięte w drugim egzemplarzu, SZD-24A o nr fabrycznym B-278 i znakach rejestracyjnych SP-2070, który został oblatany 24 maja 1960 roku przez Stanisława Skrzydlewskiego. W trakcie prób stwierdzono kilka dodatkowych problemów eksploatacyjnych, m.in.: szybkie zużywanie się płozy przedniej oraz słabą widoczność do przodu.
Na Mistrzostwach Świata w Kolonii w 1960 roku Adam Witek zajął 3. miejsce w klasyfikacji generalnej w klasie standard, co potwierdziło słuszność przyjętych założeń konstrukcyjnych.
Kolejne trzy egzemplarze serii informacyjnej SZD-24B, o znakach rejestracyjnych od SP-2241 do SP-2243, oblatano w styczniu i lutym 1961 roku. Usunięte zostały wady stwierdzone podczas lotów na SZD-24A, zmieniono też konstrukcję skrzydła i usterzenia oraz powiększono o 10% usterzenie poziome.
Wszystkie pięć egzemplarzy intensywnie testowano w Centrum Szybowcowym w Lesznie. Zebrane doświadczenia zostały wykorzystane do przygotowania produkcji seryjnej. Produkcję szybowców seryjnych, oznaczonych SZD-24C Foka, rozpoczęto w Zakładach Szybowcowych we Wrocławiu. Pierwszy egzemplarz, o znakach SP-2364, został oblatany we wrześniu 1961 roku przez Adama Zientka. W stosunku do poprzednich egzemplarzy zmieniono konstrukcję skrzydła, dodano instalację tlenową, zmienioną konstrukcję tablicy przyrządów, wprowadzono zmiany w konstrukcji podwozia, skróceniu uległy hamulce aerodynamiczne. Szybowców w tej wersji wyprodukowano ok. 100 sztuk, z czego blisko połowę wyeksportowano. Opracowano nowatorską konstrukcję skorupowo-przekładkową skrzydła oraz technologię klejenia stalowych okuć głównego dźwigara. W celu przyspieszenia procesu wiązania kleju nad foremnikami umieszczono promienniki podczerwieni, które podwyższały temperaturę powierzchni klejonych do 50 °C.
W 1961 roku Zakłady Sprzętu Lotnictwa Sportowego (Zjednoczenie Przemysłu Lotniczego) zleciły Instytutowi Lotnictwa przeprowadzenie prób statycznych oraz pomiarów sztywnościowych szybowca seryjnego SZD-24C Foka. Badania te wykonano w Zakładzie Wytrzymałości I. Lot., a były one realizowane od marca do września 1962 pod kierunkiem mgr. inż. Tadeusza Chylińskiego, szefa Zakładu Wytrzymałości, a protokoły z tych prób i pomiarów były przedstawione na 219 arkuszach.
W 1961 roku opracowano kolejną wersję rozwojową, oznaczoną jako SZD-24-2 Foka 2. W tej wersji zmianie uległa konstrukcja skrzydła – skróceniu uległa lotka (o 40 cm), zmieniono też jej napęd oraz przedłużono partię laminarną skrzydła. Próby prowadzono na egzemplarzu SP-2362 w okresie od 28 października do 30 listopada 1961 roku. W ich trakcie stwierdzono, że ta wersja nie dysponuje lepszymi osiągami, nawet w zakresie niskich prędkości była gorsza od seryjnego SZD-24C. Dlatego też zdecydowano o nieskierowaniu tej wersji do produkcji seryjnej.
Kolejną wersją rozwojową był SZD-24-3 Foka 3 o zmienionej konstrukcji skrzydła. Inżynier Jerzy Trzeciak opracował konstrukcję laminatowo-przekładkową z wypełniaczem ulowym. Skrzydło to zostało skonstruowane i przeszło próby wytrzymałościowe, jednak nie zostało zabudowane na latającym egzemplarzu.
W 1962 roku powstała ostatnia wersja SZD-24, oznaczona jako SZD-24-4 Foka 4. Na bazie seryjnego szybowca SZD-24C (kadłub i usterzenie) opracowano szybowiec do startu w Mistrzostwach Świata w Argentynie w 1963 roku Zmieniono budowę skrzydła poprzez wprowadzenie konstrukcji wielopodłużnicowej ze zmienną grubością pokrycia sklejkowego. Prototyp, o znakach rejestracyjnych SP-1666, został oblatany 26 lutego 1962 roku w Bielsku-Białej. Drugi egzemplarz, o znakach rejestracyjnych SP-2363, wystartował w Mistrzostwach Świata w Argentynie. Józef Pieczewski zajął na nim 12. miejsce w klasyfikacji generalnej w klasie standard.
Produkcja seryjna SZD-24-4 była prowadzona w Zakładach Szybowcowych we Wrocławiu. Pierwszy egzemplarz seryjny oblatano 7 lutego 1964 roku, łącznie zbudowano 111 egzemplarzy w wersjach SZD-24-4 i SZD-24-4A.
W 1965 roku na szybowcach SZD-24-4 Polacy, podczas Szybowcowych Mistrzostw Świata w Sout Corney w Anglii, zajęli czołowe miejsca w klasyfikacji generalnej. W klasie otwartej Jan Wróblewski zdobył tytuł Mistrza Świata, a Edward Makula zajął 4. miejsce. W klasie standard Franciszek Kępka zajął 3. miejsce, a Jerzy Popiel był czwarty. Wynik odbił się szerokim echem w świecie szybownictwa, ponieważ niecodzienne było, żeby szybowiec skonstruowany do startu w klasie standard pokonał szybowce skonstruowane do startu w klasie otwartej.
W trakcie eksploatacji Foki C i Foki 4A zebrano wiele uwag użytkowników. Dotyczyły one głównie ciasnoty kabiny oraz zbyt niskiego umiejscowienia statecznika poziomego, co przy lądowaniu w terenie skutkowało jego wyrwaniem. Te uwagi uwzględniono, projektując nową wersję oznaczoną początkowo SZD-24-5 Foka 5, a następnie SZD-32 Foka 5.
W 1968 roku w Kole Naukowym Lotników na Wydziale Mechanicznym Energetyki i Lotnictwa Politechniki Warszawskiej, pod kierownictwem inż. Edwarda Margańskiego, opracowano projekt przebudowy szybowca SZD-24-4 Foka na motoszybowiec nazwany Moto-Foka 4. Budowa prototypu została przerwana z uwagi na występujące problemy z jednostką napędową.
W 1968 roku inż. Władysław Okarmus otrzymał od FAI Dyplom im. P. Tissandiera za skonstruowanie szybowca Foka.

## Rekordy uzyskane na szybowcach SZD-24
Na szybowcach Foka ustanowiono kilka rekordów świata, m.in.:
| Lp. | Rok  | Pilot            | Typ rekordu i opis                                                                         |
| --- | ---- | ---------------- | ------------------------------------------------------------------------------------------ |
| 1   | 1960 | Pelagia Majewska | Rekord świata prędkości na trasie trójkąta 300 km – 62,29 km/h                             |
| 2   | 1963 | Pelagia Majewska | Rekord świata prędkości na trasie trójkąta 300 km – 72 km/h                                |
| 3   | 1963 | Adela Dankowska  | Rekord świata prędkości na trasie trójkąta 300 km – 82,5 km/h                              |
| 4   | 1963 | Jan Wróblewski   | Rekord świata w przelocie docelowo-powrotnym (Leszno – Olsztyn – Leszno) o długości 682 km |
| 5   | 1964 | Jan Wróblewski   | Rekord świata prędkości na trasie trójkąta 500 km – 90,2 km/h                              |
| 6   | 1964 | Henryk Lisiecki  | Rekord świata w przelocie otwartym o długości 744 km                                       |
| 7   | 1967 | Adela Dankowska  | Rekord świata w przelocie docelowym o długości 585 km                                      |

## Konstrukcja (wersja SZD-24-4A)

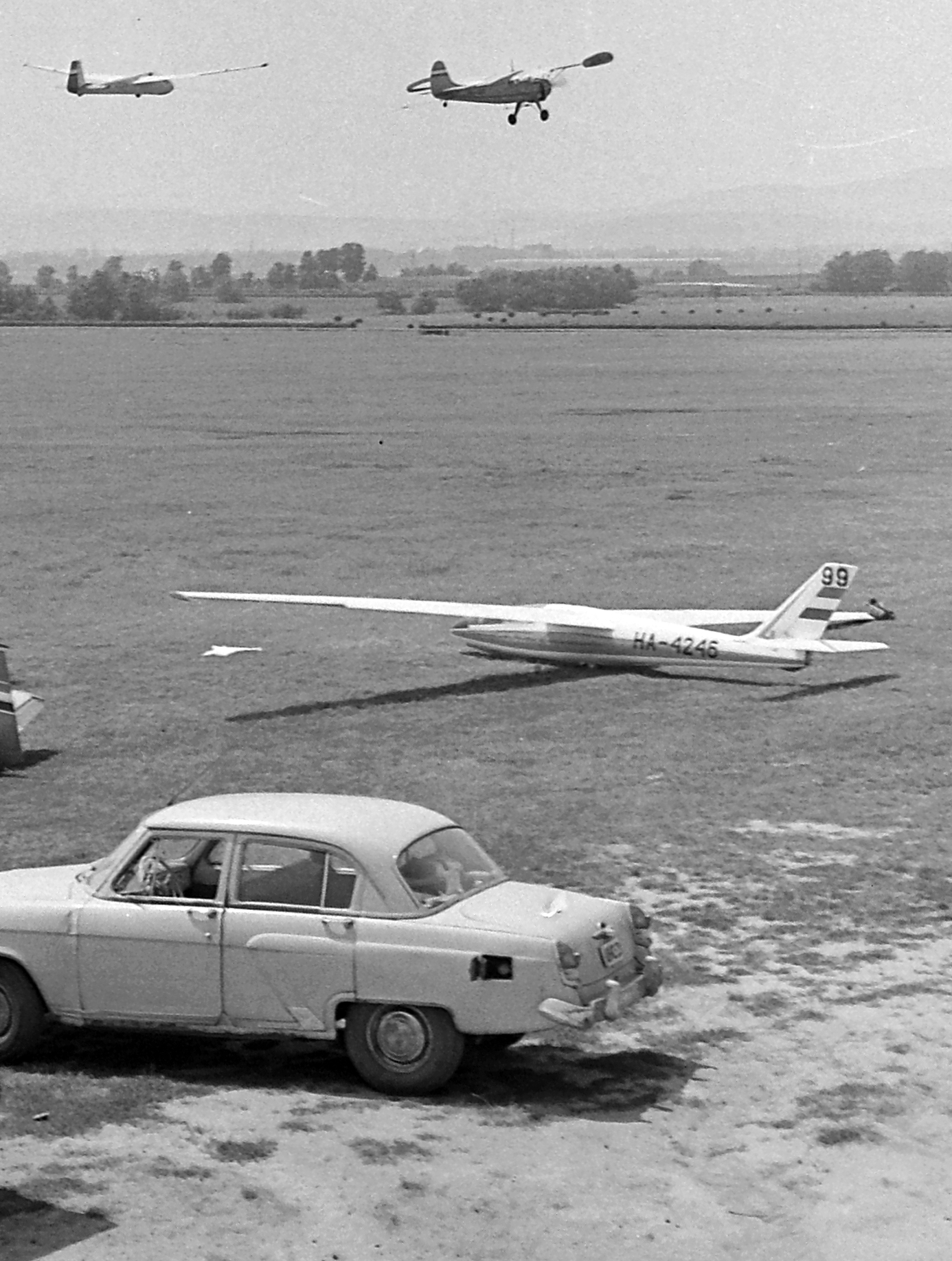
SZD-24 na lotnisku Dunakeszi, 1974

Jednomiejscowy wolnonośny średniopłat o konstrukcji drewnianej.
Skrzydło dwukesonowe, o konstrukcji skorupowo-przekładkowej, obrysie trapezowym, wielopodłużnicowe o profilu NACA 633–618 przechodzącym w NACA–4415. Wyposażone w drewniane lotki o konstrukcji drewnianej, kryte płótnem. Hamulce aerodynamiczne metalowe.
Kadłub o konstrukcji półskorupowej, drewniany z pokryciem ze sklejki ze szkieletem z duralowych kształtowników. Część przednia i powierzchnie nierozwijalne kryte laminatem. Osłona kabiny odsuwana do przodu, z możliwością awaryjnego zrzutu. Fotel pilota z regulowanym w locie oparciem i zagłówkiem, pedały stałe. Za oparciem fotela znajdują się dwa bagażniki i miejsce na radiostację. Aparatura tlenowa KP-18 umieszczona pod podłogą. Tablica przyrządów kolumnowa, montowana na podstawie przykręconej do podłogi, wyposażona w prędkościomierz, wysokościomierz, wariometr, busolę, zakrętomierz elektryczny i chyłomierz podłużny. Szybowiec jest zaopatrzony w zaczep przedni do lotów na holu i za wyciągarką oraz hak do startu z lin gumowych.
Usterzenie konstrukcji drewnianej, stateczniki kryte sklejką, stery – płótnem. Statecznik poziomy niedzielony, przesunięty do tyłu poza statecznik pionowy. Na obu statecznikach zastosowano profil NACA 631–012/003. W konstrukcji usterzenia zastosowano budowę przekładkową.
Podwozie stałe, jednotorowe, wyposażone w amortyzowaną płozę przednią, stałe kółko oraz metalową płozę ogonową.